# Заморожений (фільм)
«Заморо́жений» (фр. Hibernatus) — фантастична кінокомедія спільного виробництва Франції та Італії 1969 року режисера Едуарда Молінаро із Луї де Фюнесом в головній ролі.

## Сюжет
Франко-данська експедиція, проводячи штатні дослідження в Гренландії, знаходить тіло людини, заморожене в брилі льоду. Поруч також були знайдені уламки корабля «Голланд», що зник у 1905 році. Взуття замороженого схоже на взуття початку століття, тому дослідники роблять висновок — людина пролежала в льоду майже 65 років.
У Франції професору Едуару Лор'єба — спеціалісту зі штучного заморожування, і професору Баркофу — голові психіатричної служби, вдається повернути замороженого до життя. Лор'єба висуває гіпотезу, що у 1905 році пароплав «Голланд», транспортуючи рідкий гліцерин, зіткнувся з айсбергом. В результаті людина була облита гліцерином і миттєво замерзла. Гліцерин послугував захистом від руйнування клітин тіла, що й дозволило пробудити замороженого — Поля Фурньє. Той виявляється дідусем дружини знатного фабриканта Юбера де Тартаса — Едме. Міністр внутрішніх справ викликає Юбера на розмову, де й повідомляє це відкриття. Ця новина зовсім не тішить мсье де Тартаса, бо він саме зайнятий організацією весілля свого сина Дідьє. До того ж Поль зможе претендувати на частку від майна та бізнесу дружини де Тартаса.
Юбер та Едме вважають цю новину помилкою. Вони вирушають на пошуки могили Поля та, не знайшовши, переконуються, що заморожений — це справді їхній родич. Обоє вирушають в лікарню, де лежить Поль. Той погано пам'ятає що сталось і думає, що досі початок століття. Едме швидко змінює неприязнь на симпатію, вимагаючи забрати діда в родину. Юбер протестує, та дружина погрожує забрати в нього права на фабрику. Сам міністр слідкує за ходом видужання і вважає його неймовірно важливим для Франції. Де Тартаси вирішують викрасти родича та сховати його вдома якомога далі від зайвих очей.
Поля переховують у монастирі, де той отямлюється і сприймає Едме за свою матір. Професор Баркоф знаходить втікачів і пропонує компроміс — Поль лишиться у де Тартасів, але вони створять для розмороженого обстановку початку XX століття аби не травмувати його психіку. Юбер неохоче погоджується, влада створює навколо обстановку півсторічної давнини, включаючи моду. Тим часом за життям Поля слідкують журналісти. Швидко освоївшись у сім'ї, він починає залицятися до Евелін — нареченої Дідьє. До того ж виявляється, що Поль ненавидить свого батька, роль якого грає Юбер, за подружню зраду. Тоді Едме вдає наче знайшла нового обранця, за котрого знову-таки видає себе мсьє Юбер. Підозрюючи обман, Поль розпитує його про різні деталі. Слідом він вирішує взятися за керування фабрикою та вийти за Евелін, чому Юбер намагається завадити, перехопивши любовного листа. Він віддає листа з віршем синові, щоб той вразив поетичним талантом Евелін. Та Поль розкриває обман і проганяє суперника. Евелін свариться з нареченим, у чому Дідьє винить батька.
Розгніваний Юбер розповідає Полю що з ним сталось. Родина свариться та вибігає надвір, тим часом Поль, який вже підозрював фальш, оглядає будинок і знаходить телевізор. Це переконує його, що він справді опинився на понад пів століття в майбутньому.
Поль та Евелін одружуються, та Юбер таємниче зникає. Едме отримує від нього листа, де той пише, що вирішив заморозити себе на пів століття. Родина поспішає до лікарні, де всі бачать усміхненого Юбера, замороженого у брилі льоду.

## У ролях
- Луї де Фюнес — Юбер де Тартас
- Клод Жансак — Едме де Тартас
- Бернар Алан — Поль Фурньє
- Олів'є де Фюнес — Дідьє де Тартас
- Мішель Лонсдаль — професор Едуар Лор'єба
- Паскаль Маззотті — професор Біболіні
- Мартіна Келлі — Софі
- Поль Пребуа — Шарль
- Ів Венсан — месье Крепен-Жожар
- Аннік Алан — мадам Крепен-Жожар
- Ельєтт Деме — Евелін Крепен-Жожар
- Жак Легра — адвокат
- Клод П'єплю — генеральний секретар міністерства внутрішніх справ
- Мішель Дюплекс — інспектор